# Ostrý vrch (Wysoki Jesionik)
Ostrý vrch (historyczna nazwa niem. Moslehne) – szczyt (góra) o wysokości 1230 m n.p.m. (podawana jest też wysokość 1228 m n.p.m. , 1228,6 m n.p.m.  lub 1229 m n.p.m. ) w paśmie górskim Wysokiego Jesionika (cz. Hrubý Jeseník), w północno-wschodnich Czechach, w Sudetach Wschodnich, na Śląsku, w obrębie gminy Malá Morávka, oddalony o około 2,5 km na wschód od szczytu góry Pradziad (cz. Praděd). Rozległość góry (powierzchnia stoków) szacowana jest na około 2,2 km², a średnie nachylenie wszystkich stoków wynosi około 13°.

## Charakterystyka

### Lokalizacja

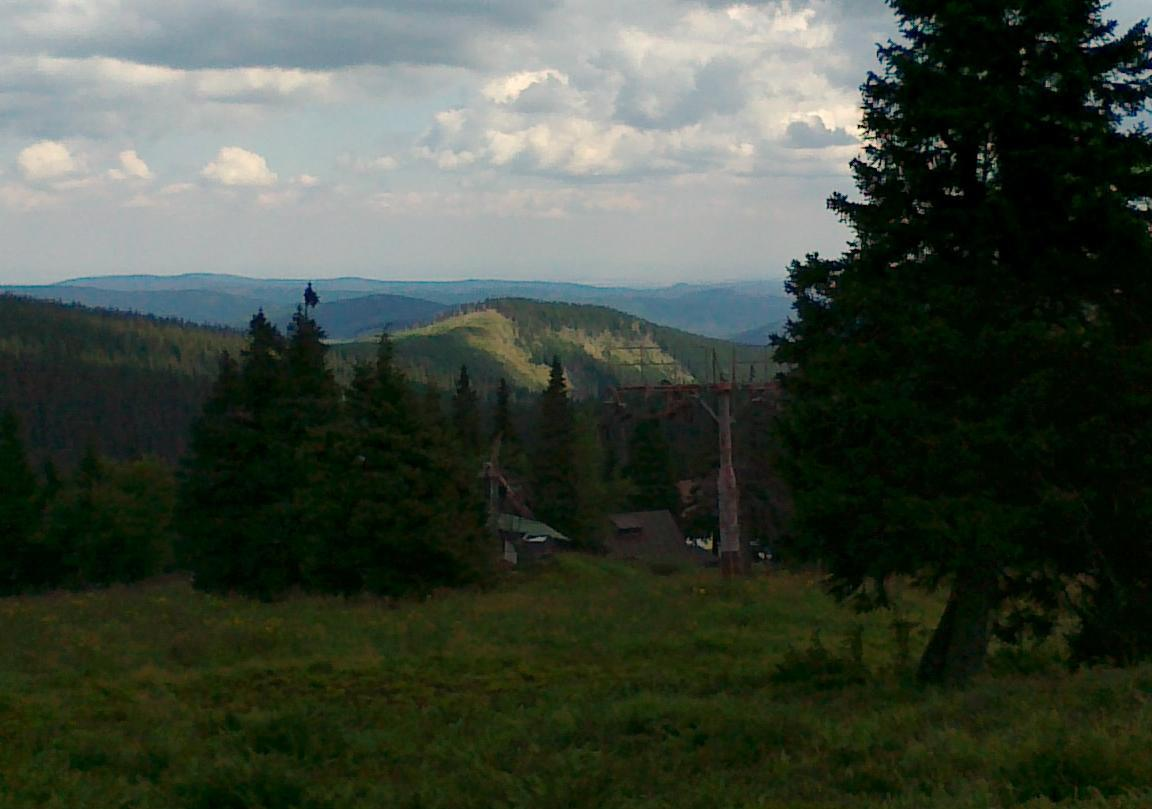
Widok ze stoku góry Petrovy kameny na szczyt Ostrý vrch (2015 rok)

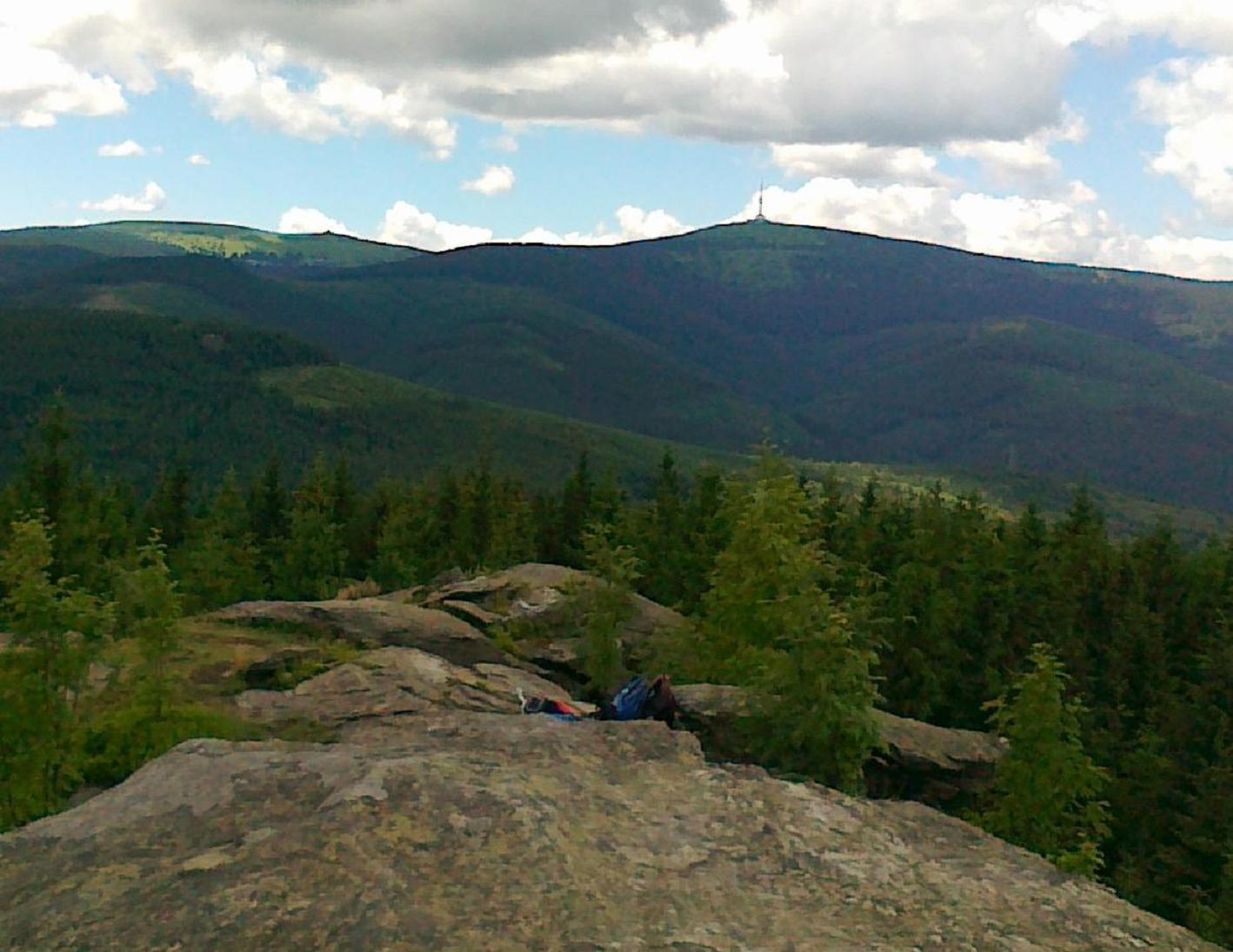
Widok ze skaliska szczytowego góry Žárový vrch w kierunku szczytów Vysoká hole, Petrovy kameny, Praděd–V i Pradziad (poniżej słabo widoczne szczyty gór Ostrý vrch, Prostřední vrch i Sokol, jeszcze poniżej Lyra i Bučina) (2016 rok)

Góra Ostrý vrch położona jest nieco na wschód od centrum całego pasma Wysokiego Jesionika, leżąca w części Wysokiego Jesionika, w północno-wschodnim obszarze (mikroregionu) o nazwie Masyw Pradziada (cz. Pradědská hornatina) na bocznym odgałęzieniu grzbietu głównego góry Pradziad oraz usytuowana na łukowatym, zrównanym o długości około 500 m grzbiecie ciągnącym się na kierunku południowy wschód – południowy zachód, leżącym blisko drogi nr 450 Bruntál – Bělá pod Pradědem i niedaleko drogi o nazwie Ovčárenská silnice. Ostrý vrch jest górą trudno rozpoznawalną, ponieważ na wielu mapach nie naniesiono nawet jej nazwy oraz nie zaznaczono jej szczytu. Góra widoczna jest m.in. z drogi dojazdowej na szczyt góry Pradziad, a z charakterystycznego punktu widokowego – z drogi okalającej szczyt góry Dlouhé stráně, niewidoczna, bo przysłonięta górą Pradziad. Góra jest widoczna m.in. ze szczytu góry Sokol czy też ze skaliska szczytowego góry Žárový vrch (widoczna poniżej szczytu góry Vysoká hole).
Górę ograniczają: od zachody przełęcz o wysokości 1197 m n.p.m. w kierunku szczytu Praděd–V, od północy dolina potoku o nazwie Videlský potok, od północnego wschodu przełęcz Kóta oraz od południa dolina potoku Biała Opawa (cz. Údolí Bilé Opavy). W otoczeniu góry znajdują się następujące szczyty: od zachodu Praděd–V, od północy Prostřední vrch, od północnego wschodu Lyra–J, od wschodu Rolandův kámen, od południowego wschodu Skalnatý vrch i Hradečná, od południa Temná oraz od południowego zachodu Petrovy kameny i Vysoká hole.   

### Stoki
W obrębie góry można wyróżnić pięć następujących zasadniczych stoków:
- południowy
- południowo-wschodni o nazwie Pod Ostrým vrchem
- wschodni
- północno-wschodni
- północny

Stoki są nierównomiernie zalesione w zdecydowanej większości borem świerkowym, ze zmienną wysokością zalesienia oraz z licznymi przerzedzeniami i ogołoceniami, z charakterystycznym szczytowym ogołoceniem, zlokalizowanym od szczytu do przełęczy ku szczytowi Praděd–V oraz nielicznymi polanami. Na stoku południowym występują nieliczne pojedyncze skaliska i grupy skalne. 
Stoki mają stosunkowo jednolite, miejscami strome i zróżnicowane nachylenia. Średnie nachylenie stoków waha się bowiem od 9° (stok wschodni) do 34° (stok południowy). Średnie nachylenie wszystkich stoków góry (średnia ważona nachyleń stoków) wynosi około 13°. Maksymalne średnie nachylenie u podnóża stoku południowego w pobliżu płynącego potoku Biała Opawa na odcinku 50 m nie przekracza 45°. Stoki pokryte są siecią dróg (m.in. Dřevařská cesta, Růžový chodník) oraz na ogół nieoznakowanych ścieżek i duktów. Przemierzając je zaleca się korzystanie ze szczegółowych map, z uwagi na zawiłości ich przebiegu, zalesienie oraz zorientowanie w terenie.

### Szczyt

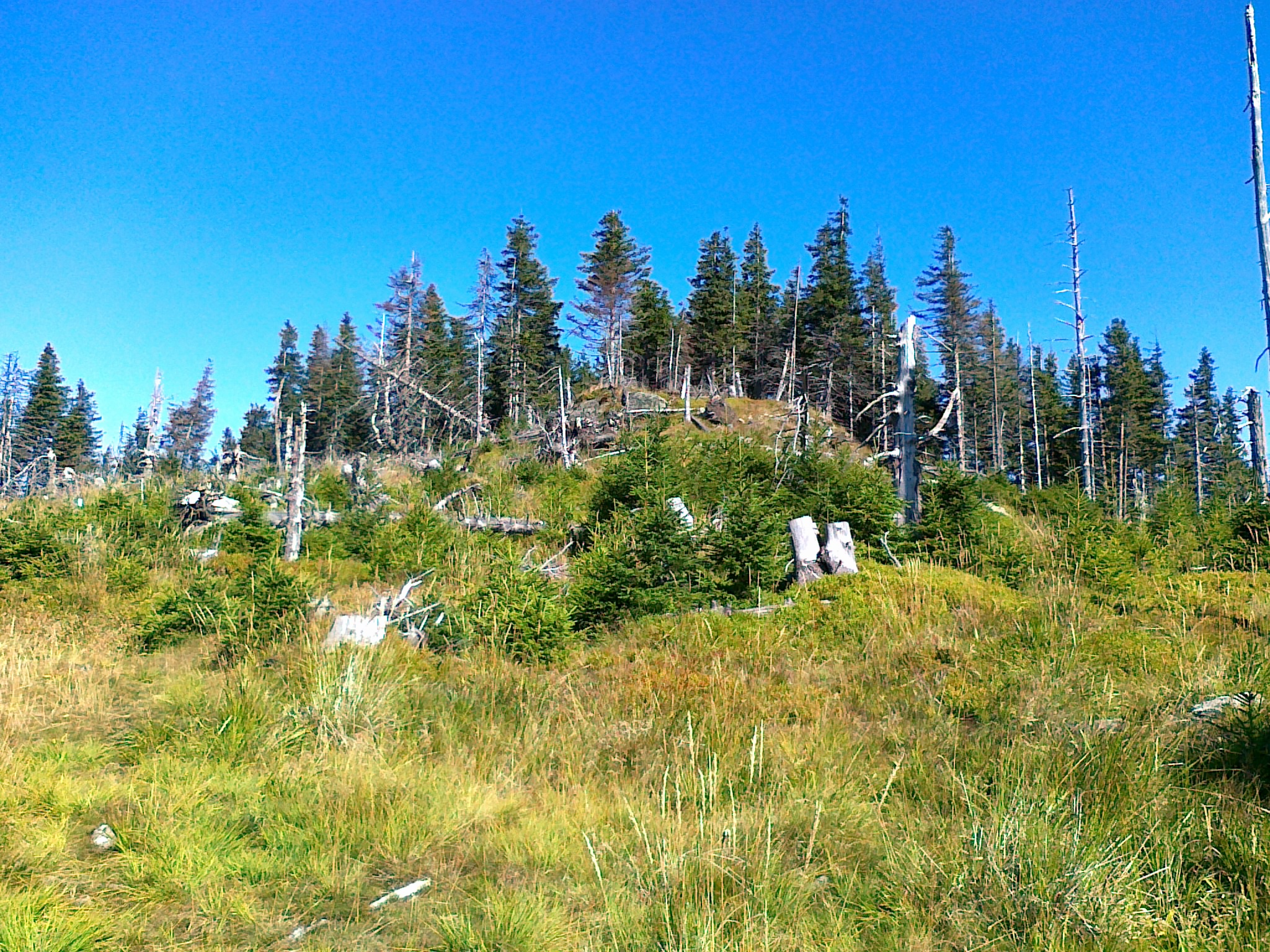
Widok na szczyt góry Ostrý vrch (2016 rok)

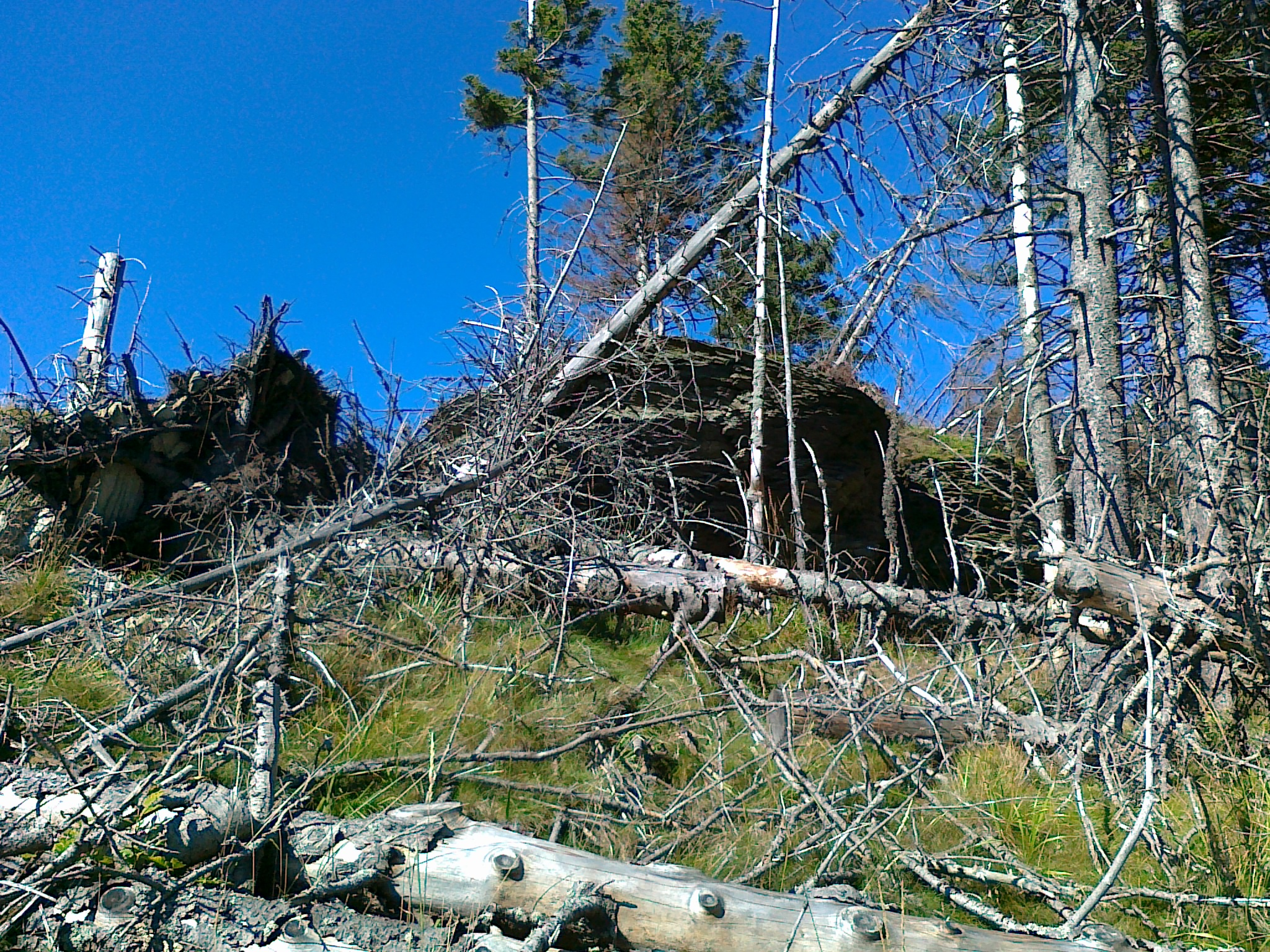
Widok na pował drzew na skalisku szczytowym góry Ostrý vrch (2016 rok)

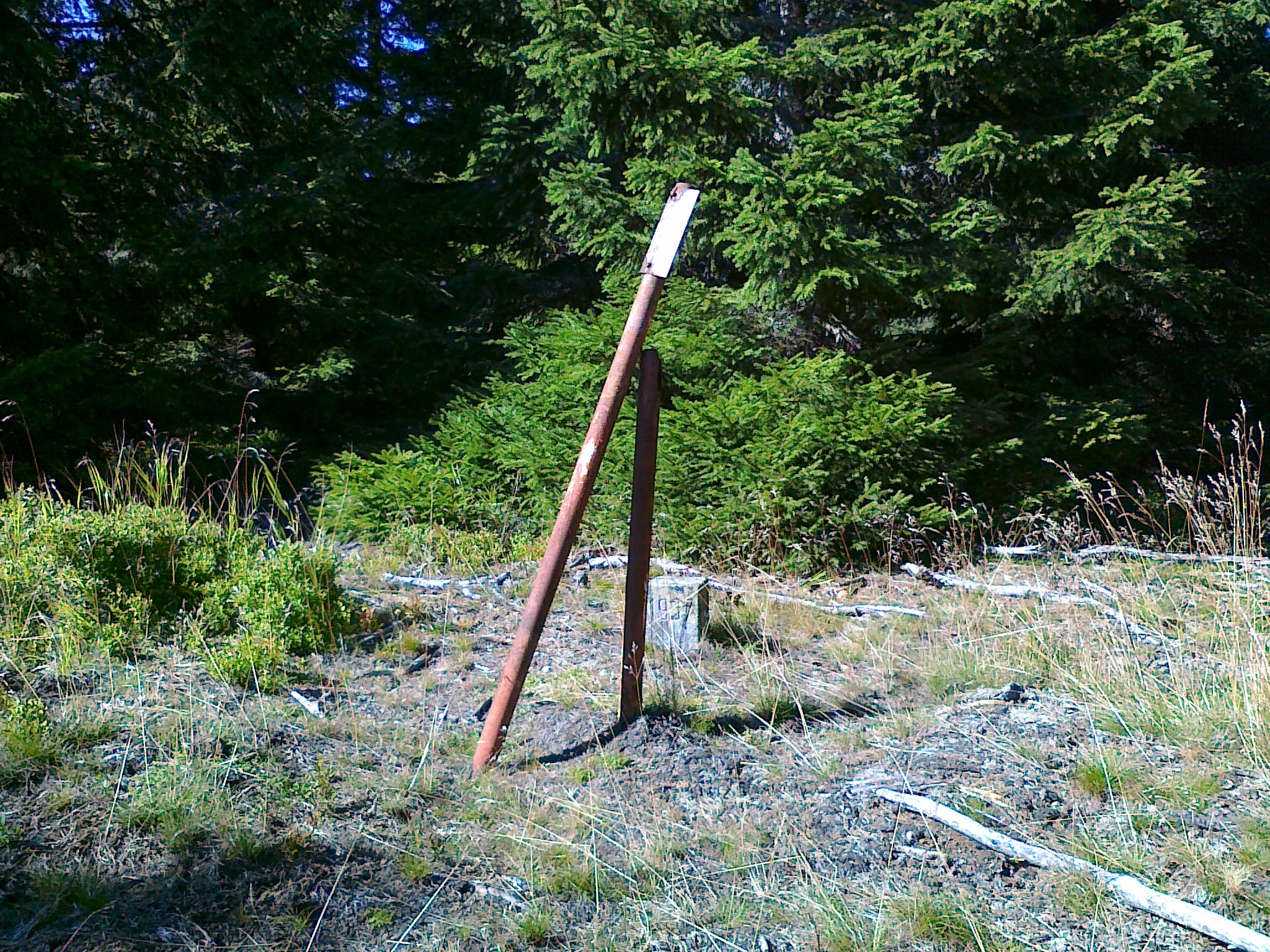
Punkt geodezyjny (ze złamanym słupkiem) na górze Ostrý vrch (2016 rok)

Bezpośrednio na sam szczyt góry nie prowadzi żaden szlak turystyczny. Ostrý vrch jest górą o pojedynczym szczycie. Skalisko szczytowe położone jest na granicy zalesienia boru świerkowego, otoczone powałem drzew oraz pokryte wokół trawą wysokogórską oraz nielicznymi kikutami spróchniałych drzew. Wokół skaliska szczytowego, będącego ograniczonym punktem widokowym, rozpościerają się perspektywy na m.in. szczyty takie jak: Pradziad, Praděd–V, Sokol, Lysý vrch, Malé Bradlo, Děrná, Jelení loučky, Černý vrch, Malý Děd, Kamzičí vrch, Petrovy kameny czy Vysoká hole. Grzbietem góry przez połać szczytową przechodzi ścieżka prowadząca m.in. do punktu geodezyjnego, założonego w 1937 roku, oznaczonego na mapach geodezyjnych numerem (30.), o wysokości 1214,67 m n.p.m. oraz współrzędnych geograficznych (50°04′59,47″N 17°16′13,55″E/50,083186 17,270431), z widocznym koło niego przełamanym w połowie stalowym słupkiem, oddalonym o około 300 m na wschód od szczytu. Państwowy urząd geodezyjny o nazwie (cz. Český úřad zeměměřický a katastrální (CÚZK)) w Pradze podaje jako najwyższy punkt góry – szczyt – o wysokości 1229,6 m n.p.m. i współrzędnych geograficznych (50°04′57,2″N 17°15′57,8″E/50,082556 17,266056).
Dojście do szczytu następuje z drogi Dřevařská cesta (w pobliżu płynącego potoku Videlský potok), od której biegnie droga prowadząca orientacyjnie ku połaci szczytowej, a którą należy przejść odcinek o długości około 1,4 km. 

### Geologia
Pod względem geologicznym część góry Ostrý vrch należy do jednostki określanej jako warstwy vrbneńskie, a część do jednostki określanej jako kopuła Desny i zbudowana jest ze skał metamorficznych, głównie: gnejsów, fyllitów (biotytów, muskowitów, chlorytów), łupków łyszczykowych i łupków zieleńcowych oraz skał osadowych, głównie meta-aleurytów. 

### Wody
Grzbiet główny (grzebień) góry Pradziad, biegnący od przełęczy Skřítek do przełęczy Červenohorské sedlo oraz dalej do przełęczy Ramzovskiej (cz. Ramzovské sedlo) jest częścią granicy Wielkiego Europejskiego Działu Wodnego, dzielącej zlewiska Morza Bałtyckiego i Morza Czarnego .
Szczyt wraz ze stokami położony jest na wschód od tej granicy, należy więc do zlewni Morza Bałtyckiego, do którego płyną wody m.in. z dorzecza Odry, będącej przedłużeniem płynących z tej części Wysokiego Jesionika górskich potoków (m.in. Biała Opawa czy Videlský potok).

## Ochrona przyrody
Stok południowy znajduje się w otoczeniu narodowego rezerwatu przyrody Praděd powstałego w 1991 roku o powierzchni około 2031 ha, z połączenia 6 odrębnych rezerwatów: Petrovy kameny, Velká kotlina, Malá kotlina, Vrchol Pradědu, Divoký důl i Bílá Opava, będącego częścią wydzielonego obszaru objętego ochroną o nazwie Obszar Chronionego Krajobrazu Jesioniki (cz. Chráněná krajinná oblast (CHKO) Jeseníky), a utworzonego w celu ochrony utworów skalnych, ziemnych i roślinnych oraz rzadkich gatunków zwierząt.

### Rezerwat przyrody Bílá Opava

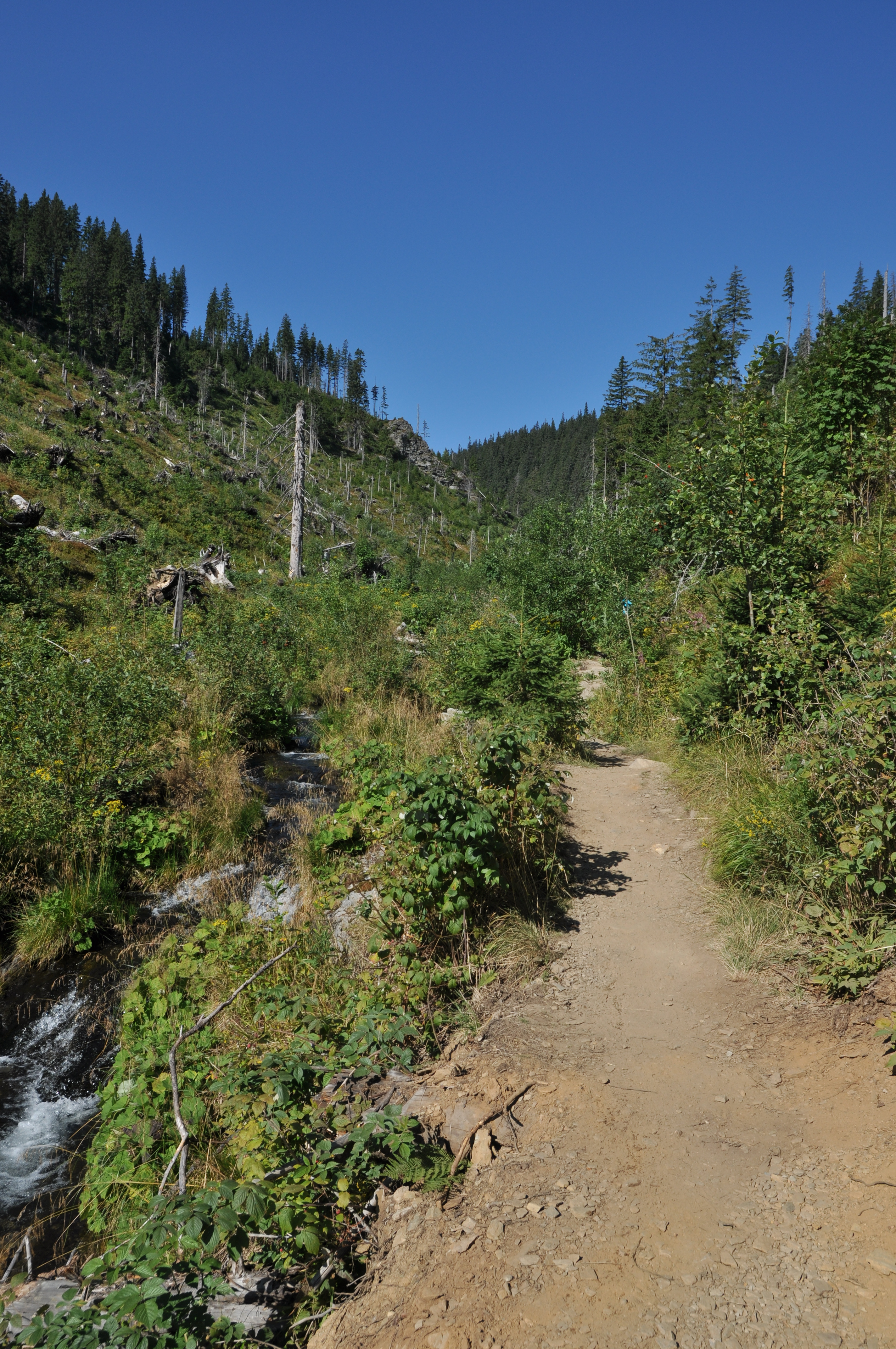
Szlak w rezerwacie przyrody Bílá Opavá (2013 rok)

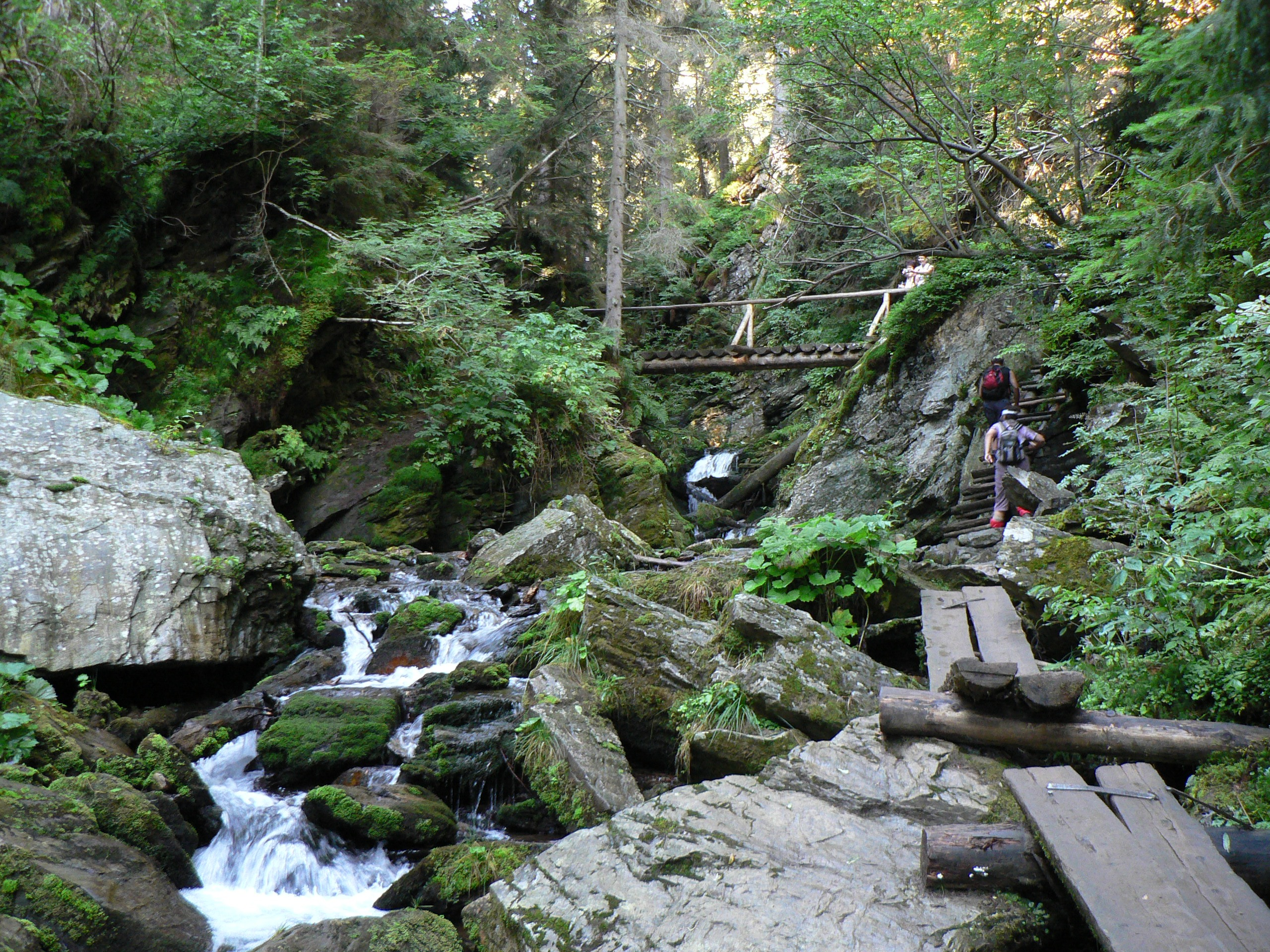
Kanion rezerwatu przyrody Bílá Opava (2007 rok)

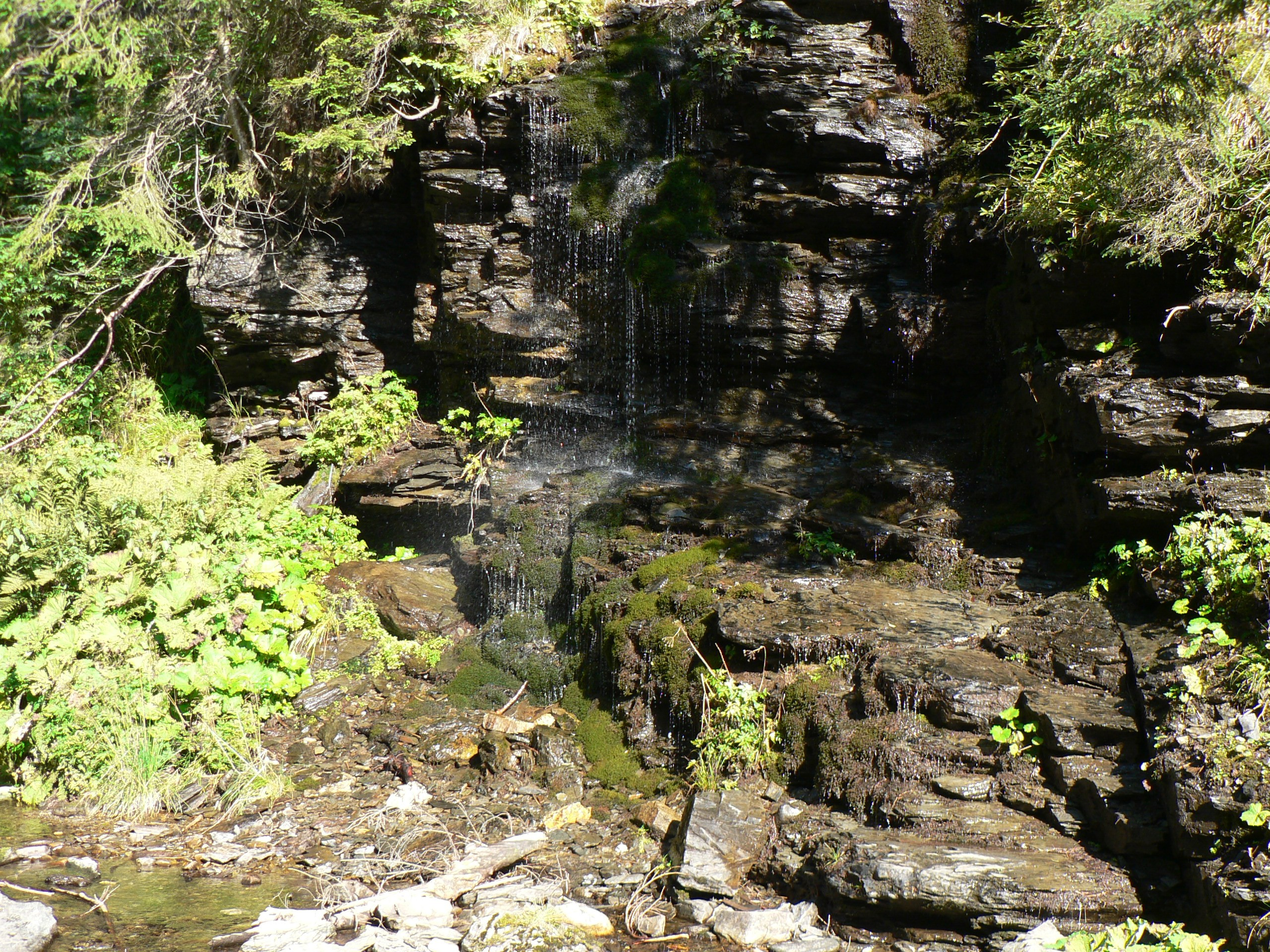
Jeden z wodospadów na potoku Biała Opawa (2007 rok)

Rezerwat przyrody Bílá Opava (cz. Přírodní rezervace Bílá Opava) położony jest na wysokościach (990–1228) m n.p.m. stoku góry i ma łączną powierzchnię około 279,52 ha. Obejmuje częściowo swoim zasięgiem również sąsiednie stoki góry Pradziad i Petrovy kameny. Jest położony w odległości około 2 km na południowy wschód od szczytu góry Pradziad i około 3 km na zachód od miejscowości Karlova Studánka. Rezerwat został utworzony w 1963 roku w celu ochrony naturalnego boru świerkowego, będącego ważnym obszarem dla genetycznego materiału świerku górskiego (łac. Picea abies) oraz ochrony rzadkiej roślinności obszarów wysokogórskich. Utworzony został wzdłuż płynącego potoku Biała Opawa, z szeregiem rozmaitych form krajobrazu na jego przebiegu jak: misami, kaskadami, gardzielami, progami i wodospadami oraz urozmaiconymi formacjami skalnymi. To jeden z najcenniejszych obszarów przyrodniczych całych Jesioników (cz. Jeseníky). Rezerwat był miejscem licznych katastrof ekologicznych spowodowanych nadmiernymi opadami atmosferycznymi (m.in. powódź, lato 1997 rok) i silnymi wiatrami (m.in. wichura, jesień 2004 rok), w konsekwencji których powstały na jego obszarze powały drzew, osuwiska oraz zmiany koryta płynącego potoku. Trzeba dodać, że w znacznej mierze swój naturalny krajobraz rezerwat zawdzięcza działaniu czynników erozyjnych: wody, śniegu i lodu.
Rezerwat jest udostępniony dla turystów w terminie od 1 czerwca do 30 września, z uwagi na bezpieczeństwo. Można go zwiedzić, idąc jednym z dwóch wytyczonych szlaków turystycznych: szlakiem żółtym  lub szlakiem niebieskim  albo ścieżką dydaktyczną. Wytyczone szlaki są atrakcją dla miłośników górskiej turystyki pieszej, ponieważ występują na nich różne formy ich przebiegu z: kładkami, pomostami, schodkami, drabinkami i poręczami. Atrakcją krajobrazu rezerwatu są wodospady Białej Opawy występujące na potoku Biała Opawa, przy żółtym szlaku turystycznym , z których największy, a zarazem główny (cz. Velký vodopád) położony jest na wysokości około 1130 m n.p.m. i ma wysokość 7,9 m. Pod głównym wodospadem są mniejsze stopnie i kaskady na długości około 40 m i różnicy wysokości około 10 m. Następnie na wysokości około 1080 m n.p.m. znajduje się system 3 wodospadów na łącznej długości około 8 m i różnicy wysokości około 4 m. Wreszcie niżej położony jest wodospad najniższy o wysokości około 1,5 m. W odległości około 640 m na południowy zachód od szczytu, na wysokości około 1093 m n.p.m. występuje źródło o nazwie Pramen u vodopádů.
Z większych roślin w rezerwacie występują m.in.: świerk pospolity, buk zwyczajny (łac. Fagus silvatica), jodła pospolita (łac. Abies alba) i klon jawor (łac. Acer pseudoplatanus), z mniejszych m.in. róża alpejska (łac. Rosa pendulina), modrzyk górski (łac. Cicerbita alpina), wietlica alpejska (łac. Athyrium distentifolium), omieg górski (łac. Doronicum austriacum), liczydło górskie (łac. Streptopus amlexifolius), podrzeń żebrowiec (łac. Blechnum spicant), czworolist pospolity (łac. Paris quadrifolia) czy pluszcz zwyczajny (łac. Cinclus cinclus). Poza tym rezerwat jest bogatym siedliskiem innych gatunków roślin jak: mchy czy porosty.
W rezerwacie gniazduje wiele gatunków zwierząt, m.in. ptaki: pliszka górska (łac. Motacilla cinerea), czubatka europejska (łac. Parus cristatus) czy sóweczka zwyczajna (łac. Glaucidium passerinum). Poza tym stwierdzono w nim występowanie ponad 400 gatunków motyli, m.in. górówki sudeckiej (łac. Erebia sudetica) oraz ponad 500 gatunków chrząszczy. Popularnym gatunkiem ryby występującej w potoku Biała Opawa jest pstrąg potokowy (łac. Salmo trutta m. fario). W 1991 roku rezerwat włączono do utworzonego kompleksowego narodowego rezerwatu przyrody Praděd.

### Ścieżki dydaktyczne
U podnóży stoków południowego i południowo-zachodniego przebiega ścieżka dydaktyczna (cz. NS Bílá Opava) o długości około 5,5 km na trasie o przewyższeniu 550 m:
 Karlova Studánka (Hubert) – dolina potoku Biała Opawa – góra Ostrý vrch – Praded–V – góra Pradziad – schronisko Barborka – U Barborky (z 6 stanowiskami obserwacyjnymi)
U podnóża stoku południowo-wschodniego wytyczono 26,5 km długości inną ścieżkę dydaktyczną o nazwie (cz. Naučná stezka Muzeum Wide Web) o następującym przebiegu:
 Malá Morávka – Karlovice (z 17 stanowiskami obserwacyjnymi na trasie)

## Turystyka
W obrębie szczytu i stoków nie ma żadnego schroniska turystycznego lub hotelu górskiego. Do najbliższej miejscowości Karlova Studánka z bazą hoteli i pensjonatów jest od szczytu około 2,6 km w kierunku południowo-wschodnim. W odległości około 2,3 km na południowy zachód od szczytu, przy drodze Hvězda – Pradziad, na stoku sąsiedniej góry Petrovy kameny znajdują się hotele górskie: Ovčárna i Figura oraz schronisko Sabinka. Nieco dalej około 2,5 m na zachód od szczytu, na wieży Pradziad: hotel Praděd i w tej samej odległości na południowy zachód od szczytu schronisko Barborka oraz około 3 km na południowy zachód od szczytu hotel Kurzovní chata. Ponadto w odległości około 2,5 km na północ od szczytu przy osadzie Vidly znajduje się górski hotel Vidly.
Kluczowym punktem turystycznym jest oddalone o około 880 m na południowy wschód od szczytu skrzyżowanie turystyczne Na paloučku z podaną na tablicy informacyjnej wysokością 972 m, przy którym postawiono wiatę turystyczną oraz przez które przechodzą oba szlaki turystyczne i jedna ze ścieżek dydaktycznych. 

### Szlaki turystyczne, rowerowe i trasy narciarskie
Klub Czeskich Turystów (cz. Klub Českých Turistů) wytyczył w obrębie góry dwa szlaki turystyczne na trasach:
 Karlova Studánka – dolina potoku Biała Opawa – góra Ostrý vrch – wodospady Białej Opawy – góra Petrovy kameny – Ovčárna – góra Vysoká hole – góra Temná – góra Kopřivná – Karlov pod Pradědem – Malá Morávka
 Karlova Studánka – dolina potoku Biała Opawa – góra Ostrý vrch – schronisko Barborka – przełęcz U Barborky – góra Petrovy kameny – Ovčárna – góra Vysoká hole – Velká kotlina – dolina rzeki Moravice – Karlov pod Pradědem – Malá Morávka
Ponadto u podnóża stoku południowo-wschodniego przebiega fragmentarycznie jeden tzw. szlak spacerowy na trasie:
 Karlova Studánka – Skalnáty vrch – Rolandův kámen – Karlova Studánka
Drogą nr 450 przebiega fragmentarycznie jedyny szlak rowerowy na trasie:
 (nr 6029) Valšov – Bruntál – Rudná pod Pradědem – Suchá Rudná – Hvězda – Karlova Studánka – przełęcz Kóta – Vidly – Vrbno pod Pradědem
W okresie ośnieżenia u podnóża stoku południowo-wschodniego wyznaczono fragmentarycznie jedyną trasę narciarstwa biegowego:
 Karlova Studánka – Skalnatý vrch – góra Lyra – góra Žárový vrch – góra Plošina – góra Zámecká hora – Vrbno pod Pradědem
W obrębie stoków nie wytyczono żadnej trasy narciarstwa zjazdowego.